# Kolmreuth (Pretzfeld)
Kolmreuth ist ein Gemeindeteil des Marktes Pretzfeld im Landkreis Forchheim (Oberfranken, Bayern).

## Geografie
Der Weiler liegt im Osten des Erlanger Albvorlandes. Der früher auch als „Kolbenreuth“ bezeichnete Ort befindet sich etwa eineinhalb Kilometer südsüdwestlich des Ortszentrums von Pretzfeld auf einer Höhe von 322 m ü. NHN.

## Geschichte
Bis zum Beginn des 19. Jahrhunderts unterstand Kolmreuth der Landeshoheit der Reichsstadt Nürnberg. Die Dorf- und Gemeindeherrschaft übte das Landalmosenamt Nürnberg aus. Die Hochgerichtsbarkeit stand dem zum Hochstift Bamberg gehörenden Amt Ebermannstadt als Centamt zu. Kolmreuth wurde 1806 bayerisch, nachdem die Reichsstadt Nürnberg unter Bruch der Reichsverfassung vom Königreich Bayern annektiert worden war. Damit wurde der Weiler ein Teil der bei der „napoleonischen Flurbereinigung“ in Besitz genommenen neubayerischen Gebiete, was im Juli 1806 mit der Rheinischen Bundesakte legalisiert wurde.
Durch die Verwaltungsreformen zu Beginn des 19. Jahrhunderts im Königreich Bayern wurde Kolmreuth mit dem Zweiten Gemeindeedikt 1818 ein Teil der Ruralgemeinde Pretzfeld. Im Jahr 1987 hatte Kolmreuth 28 Einwohner.

## Verkehr
Eine Gemeindeverbindungsstraße, die von der Kreisstraße FO 2 nordwestlich des Ortes abzweigt, bindet an das öffentliche Straßenverkehrsnetz an. Eine weitere Gemeindeverbindungsstraße führt in den nordöstlich anschließenden Nachbarort Altreuth. Der ÖPNV bedient den Weiler an einer Haltestelle der Buslinie 222 des VGN, der nächstgelegene Bahnhof an der Wiesenttalbahn befindet sich in Pretzfeld.

## Baudenkmäler

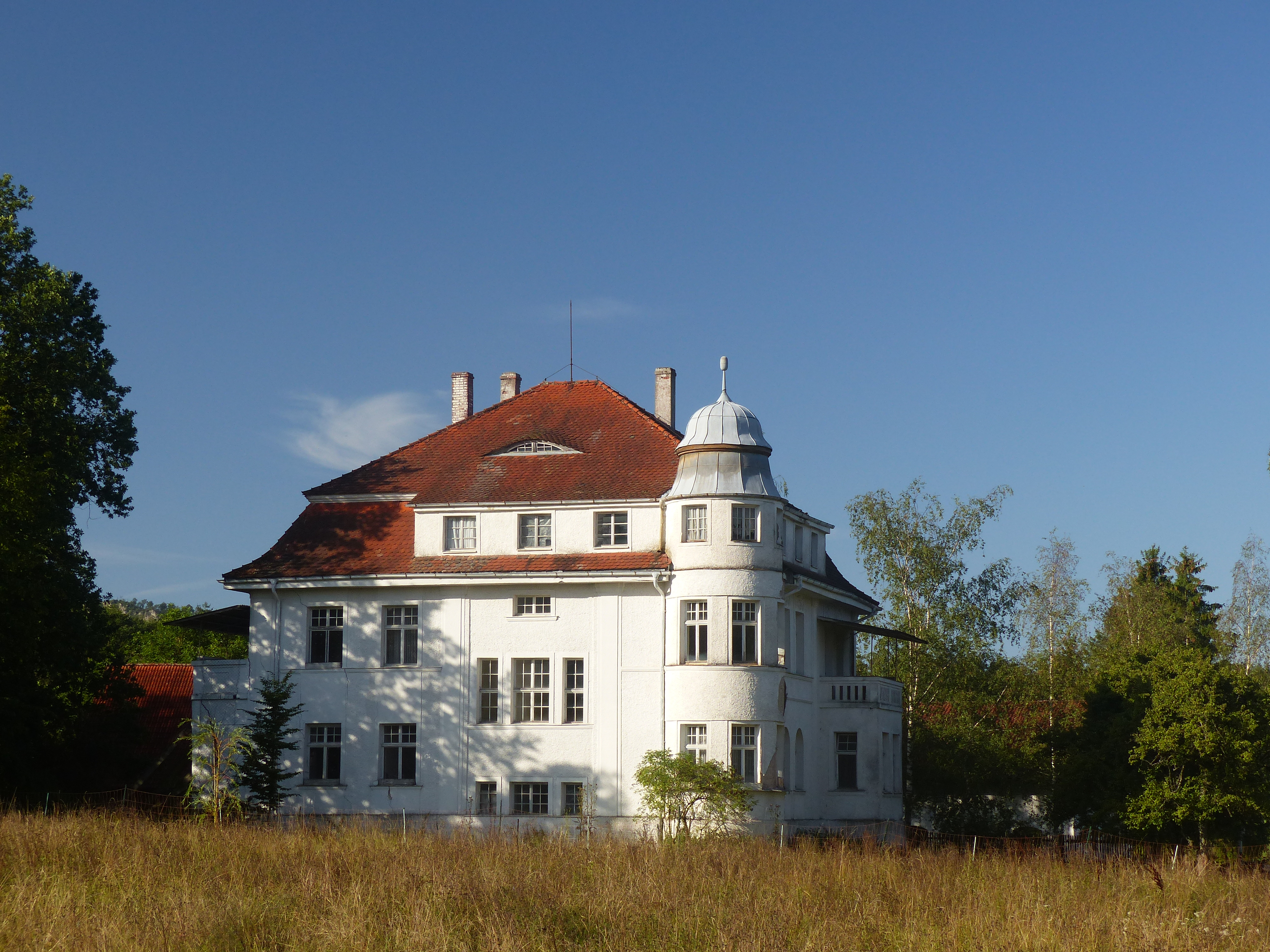
Bauernwohnhaus im Stil einer Villa

In Kolmreuth gibt es ein Bauernwohnhaus im Stil einer Villa und eine Flurkapelle etwas außerorts als denkmalgeschützte Objekte.